# 落新妇苷
落新妇苷（也称为花旗松素-3-O-鼠李糖苷，Taxifolin-3-O-rhamnoside）是一种天然的黄烷酮苷，分子式C21H22O11，是花旗松素的3-O-鼠李糖苷，存在于貫葉連翹（Hypericum perforatum）等多种植物中。